# Dolichopus nigrotorquata
Dolichopus nigrotorquata är en tvåvingeart som först beskrevs av Octave Parent 1937.  Dolichopus nigrotorquata ingår i släktet Dolichopus och familjen styltflugor.
Artens utbredningsområde är Kongo. Inga underarter finns listade i Catalogue of Life.